# Карапири-бек Каджар
Карапири-бек Каджар (1463−1513) — полководец.

## Биография
Карапири-бек родился в 1463 году в городе Гянджа в семье каджарского хана Рустам-бека Каджара. Он родом из туркоманского кочевого племени Каджар, из клана Кованлу.
Карапири-бек Каджар был одним из талантливейших полководцев шаха Исмаила. За отвагу, решительность и быстроту действий Карапири-бек Каджар получает прозвище «Тоз гопаран», что в переводе с азербайджанского буквально означает «Поднимающий пыль». Карапири-бек сыграл заметную роль в становлении Сефевидской державы.
У отца шаха Исмаила-Гейдара было три сына — Султан Али, Ибрагим и Исмаил. Вся жизнь Карапири-бека проходит около этих братьев. Сначала он их опекает и воспитывает, затем им служит.
В XV веке в Азербайджане идет упорная борьба за власть между потомками Тимура и падишахами государств Ак-Коюнлу и Кара-Коюнлу. В дальнейшем, в этой борьбе один из самых выдающихся правителей Аггоюнлу Узун-Гасан ищет поддержки у владетеля Ардебиля и главы воинственного сефевидского суфийского ордена Сафавийа, шейха Джунейда. Он выдает за него свою сестру Хадиджу-бейим. Затем свою дочь, Теодору — Алимшах-бейим (внучку трапезундского императора Комнена), выдает замуж за сына Джунейда шейха Гейдара.
После гибели шейха Гейдара во время похода на Ширван преемник Узун Гасана, его сын Йакуб-бек Аггоюнлу, напуганный возросшей военной мощью и духовным авторитетом сефивидов, захватывает Ардебиль и пленяет малолетних детей шейха Гейдара.
В 1490 году к власти приходит сын Узун Гасана Байсонкур, но уже через год его свергает двоюродный брат Рустам Аггоюнлу. Байсонкур, женатый на одной из дочерей ширваншаха [270-271] Фарруха Йассара, бежит в Ширван. Рустам, захватив власть у Байсонкура, освобождает детей шейха Гейдара, плененных ещё Султаном Йакубом, возвращает им владение Ардебилем и просит старшего сына Султана Али, ставшего шейхом ордена Сафавийа, помочь ему в борьбе с Байсонкуром и, опекающим его, ширваншахом.
Султан Али соглашается принять участие в походе и здесь впервые имя Карапири-бека Каджара, как полководца, упоминается в связи с битвой Рустама Аггоюнлу с Байсонкуром, бежавшим в Ширван.
Рустам Аггоюнлу включает отряд Султана Али в свое войско. Одним из отрядов Султана Али командует Карапири-бек Каджар. Султан Али и его отряды демонстрируют необычную отвагу и храбрость. Байсонкур терпит поражение, а Султан Али, проявив в сражении острый ум, мужество и талант полководца, подписывает себе этим смертный приговор.
В 1494 году Султан Али гибнет в сражении с отрядом Рустама Аггоюнлу, присланным для расправы с подающим большие надежды соперником, но перед смертью успевает назначить своего младшего брата Исмаила преемником на посту шейха ордена Сафавийа.
Исмаилу до совершеннолетия приходится прятаться от Рустам-шаха у своих многочисленных опекунов и сторонников. Кара-пири все время рядом. В тринадцать лет Исмаил приступает к активным действиям. Карапири-бек, как и другие его опекуны, всячески его поддерживают. Идет сбор войска и поиски союзников. Первый военный поход решено направить против ширваншаха Фарруха Йассара в Ширван. Там погибли отец и дед Исмаила, в попытке покорить Ширван, и молодой шейх видит в этом предлог для похода.
В конце 1500 года у крепости Гюлистан происходит знаменитое сражение, решившее судьбу Исмаила и будущей Сефевидской державы. В сражении участвуют предводители кызылбашских племён, связавшие свою судьбу с Исмаилом и получившие в дальнейшем прозвище «Столпы державы». В число «Столпов державы» входит и Карапири-бек, сделавший все, чтобы Исмаил мог вырасти достойным воином и правителем и приложивший максимум усилий для победы Исмаила в этой битве. Значительно превосходящие силы ширваншаха терпят сокрушительное поражение в битве с полководцем не достигшем 14 лет. Оставшиеся в живых ширванцы запираются в крепости Гюлистан. Исмаил осаждает крепость Гюлистан после успешного рейда по захвату Баку. В это время он получает тревожные известия из Тебриза и созывает «Столпов державы», включая и Карапири-бека, на совет. Он задает им всего один вопрос: «Что вы хотите, трон Азербайджана или крепость Гюлистан?» Ответ оказывается единогласным: «Азербайджан». Тебриз должен быть отвоеван у еретиков Аггоюнлу.
В это время Альвенд-мирза Аггоюнлу — правитель Азербайджана, направляясь с войском навстречу Исмаилу, прибывает в Нахчиван. Карапири-бек обеспечивает Исмаилу переправу через Куру. Затем Карапири-бек с Ильяс-беком Халвачи-оглу выступают в авангарде войск Исмаила, двигающихся в сторону Нахчивана. Они разбивают отряды, высланные навстречу Исмаилу, и открывают путь к Нахчивану.
Альвенд в середине 1501 года с 30 тысячным войском на равнине Шарур встречает 7 тысячное войско Исмаила. Исмаил занимает место в центре войск. Карапири-бек Каджар располагается на одном из его флангов. Победа Исмаила была полной, после чего он победоносно вступает в Тебриз и коронуется на шахский престол.
В этом же году Исмаил двигает войска на завоевание Ирака. Войска шаха Исмаила и правителя Ирака Султана Мурада встречаются у Хамадана 21 июня 1503 года. Карапири-бек оставляется в резерве 1500 всадников. В авангарде войск Султана Мурада находится правитель Кума Исламиш-бек. Ему удается сломить атаку кызылбашей и ворваться в центр их войск, где находится сам шах Исмаил. Жизнь шаха Исмаила и судьба битвы оказываются под угрозой. В этот момент, из засады, в битву вступает Карапири-бек. Отряд Исламиш-бека полностью разбит, а сам он попадает в плен. Деморализованное в результате этой атаки войско Султана Мурада подвергается полному разгрому и шах Исмаил овладевает персидским Ираком и Фарсом. Даже короткие сведения о полководце и воине Карапири-беке Каджаре, носящим имя «Тоз гопаран», свидетельствуют о его выдающихся способностях и о его большой роли в жизни шаха Исмаила и в становлении Сефевидской державы.
Происходила ожесточенная шейбанидами, в результате которой в августе 1513 года Карапири-бек погиб.